# IC 2793/2
IC 2793/2 је спирална галаксија у сазвијежђу Лав која се налази на листи објеката дубоког неба у Индекс каталогу.
Деклинација објекта је + 9° 26' 54" а ректасцензија 11h 23m 47,6s. Привидна величина (магнитуда) објекта IC 2793 износи 15,7 а фотографска магнитуда 16,5.